# Proceratophrys tupinambis
Proceratophrys tupinambis é uma espécie de anfíbio anuro da família Odontophrynidae. Está presente no Brasil. A UICN classificou-a como pouco preocupante.